# Шепченко Петро Дмитрович
Петро́ Дми́трович Шепченко (* 1870, Зятківці, Гайсинський повіт — † 1931, Радивилів) — український лікар-хірург, активний діяч «Просвіти».

## Біографічні відомості
Народився в містечку Зятківці Гайсинського повіту Подільської губернії, в сім'ї священика Дмитра Івановича Шепченка 1 благочинного округу м. Зятківці.
Навчався в початковій школі в 1879—1880 роках, духовному училищі (1880—1884) та в Подільській духовній семінарії, яку закінчив 1890 року. В 1893 році шукає роботу в Києві. У 1895 році — вчитель Тульчинського духовного училища (Тульчин, Брацлавського повіту).
Відомості про подальшу долю різняться. За одними даними, навчався в Харківському медичному інституті; займався революційною діяльністю, за що був виключений. Цього часу захворів туберкульозом, раз по раз лікувався; зумів здобути лікарську освіту у Вільнюсі.
За іншими — у 1898 році поступив на навчання в Томський університет (медичний факультет). За участь у студентських заворушеннях був відрахований з університету і висланий на поруки до старшого брата Костянтина Дмитровича Шепченка, який працював священним законовчителем 2-ї Житомирської чоловічої гімназії. В 1900 році з ініціативи колишнього однокурсника по Томському університеті Соловйова Миколи Васильовича (теж, до речі, відрахованого) поступив разом з ним на навчання на медичний факультет Дерптського (Юр'ївського) університету (нині м. Тарту, Естонія), який закінчив у 1902 році. Працював лікарем у Києві.
У Російському медичному списку за 1905 рік не значиться, оскільки брав участь у російсько-японській війні 1904—1905 років. Захворів на туберкульоз, лікувався.
В 1908—1909 роках — земський лікар Слобідки Рихтівської Каменецької волості Подільської губернії. За участь у діяльності Київської «Просвіти», членом якої був, разом із земляком із Поділля Модестом Пилиповичем Левицьким в січні 1907 року заарештований як сепаратист, невдовзі звільнений і отримує призначення земського лікаря на Херсонщині в м. Єлисаветгад.
У березні 1907 оселився в Радивилові, мав хірургічну практику в Радивилівській лікарні на 30 ліжок, заснованій 1906 року коштом місцевого мецената Гінсбурга. На хуторі тримав добре господарство — до 20 гектарів землі. Як лікар шанований не тільки у Радивилові, а й в навколишніх селах.
У часі Першої світової війни надавав безоплатну медичну допомогу населенню. 1914 року лікарня постраждала від пожежі, прооперованих поранених доводилося розміщувати на приватних квартирах.
Товаришував з письменником Модестом Левицьким.

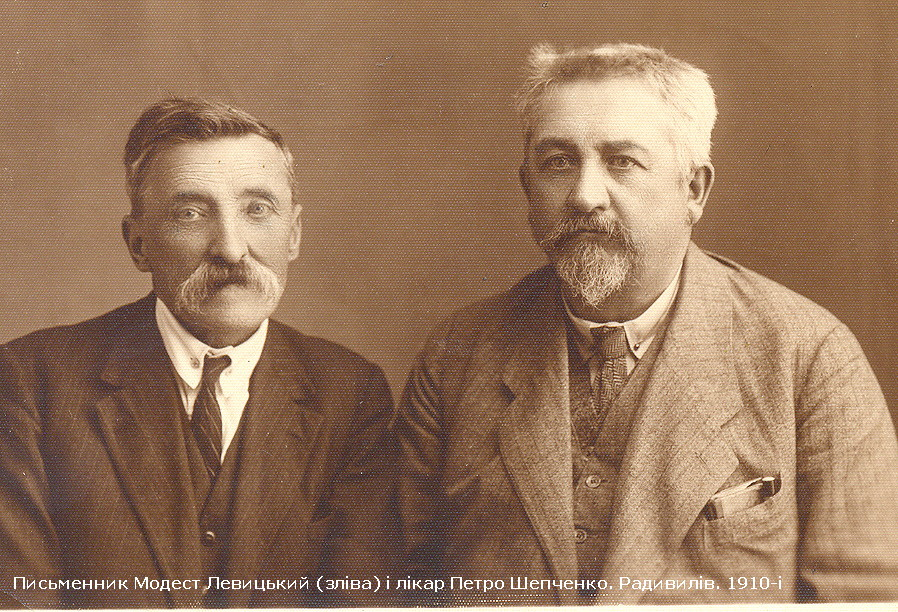
Модест Левицький та Петро Шепченко. Радивилів, 1910-і.

1920 року в часі польсько-радянської війни його арештували та вже вели на розстріл; місцеві євреї, довідавшись про це, кинулись услід і відбили свого лікаря. На деякий час він дістав нервовий шок і почав думати про самогубство, дружина мала весь час пильнувати. Полишив хірургічну практику у Радивилові, став залізничним лікарем на маршруті Здолбунів — Львів, продовжуючи проживати в місті.
Петро Шепченко організував і очолював Радивилівський осередок «Просвіти». В Радивилові Петро Дмитрович працював у різних ділянках громадського життя. Його дім перетворився на осередок української думки та культури Радивилова, з участю численних гостей відбувалися політичні дискусії, вшановувалася пам'ять видатних діячів української історії та письменників.
Активний член і учасник УЛТ (Українське лікарське товариство у Львові), з 1921 року. З метою популяризації медичних знань серед населення і запобігання венеричних хвороб видав у 1923 році книгу «Тяжке лихо, або Що таке пранці та як від них боронитися».
Виконуючи останню волю, дружина, Зінаїда Михайлівна, теж активна просвітянка, передала велику медичну бібліотеку українському академічному товариству медиків у Львові. Зінаїда Шепченко в серпні 1941 року була обрана головою управи Радивилова.
На його похорони зібралося майже все доросле населення Радивилова, були люди з довколишніх сіл.
Користувався великою повагою у місцевих жителів. Одного разу у Радивилові збирали кошти на пам'ятник Т. Шевченкові — не в містечку. Знайомий єврей, зустрівши Шепченка на вулиці, сказав йому:

| «Приходили збирати гроші вам на пам'ятник. Але мене саме вдома не було. Візьміть, прошу, і від мене гроші вам на пам'ятник». |
Біографічні дослідження про П. Д. Шепченка проводив, зокрема, Дурда Іван Йосипович.